# Форт Санта-Каталіна (Ліма)
12°03′21″ пд. ш. 77°01′38″ зх. д. / 12.055753° пд. ш. 77.02728° зх. д.
Форт Санта-Каталіна (ісп. Fuerte de Santa Catalina) у Лімі, Перу  — іспанський бастіон в неокласичному стилі, який частково зберігся та перебуває в хорошому стані,

## Місцезнаходження
Форт - споруди, які представляють військову колоніальну архітектуру, яка досі існує в Перу. Побудований у 1800-х рр. на землі, які належали монастирям Санта-Каталіна-де-Сієна  . Власність зареєстрована як власність Перуанської держави і Книги власності Ліми, наразі має загальну площу 25 250 квадратних метрів.  

### Опис
На фасаді форту знаходиться наріжна вежа, глинобитна, розташована під нахилом. Великий дерев'яний вхід до казарм виконано в неокласичному стилі з неокласичними пілястрами коринфських та іонічних капітелей і зменшеною аркою в круговому сегменті. Також присутні квадратна дерев'яна вежа жолоби (старі гармати, вбудовані перед дверима), флангові вежі, мерлони, стилізовані та з прорізами для стріл, а також стіна мерлон з модільоном
Вхід з бруківки з галькою веде до головного двору, або гербового двору з садами, який був частково відреставрований. У центрі подвір'я досі зберігся старий флагшток казарми та стара артилерійська гармата при ньому; праворуч видніється двоповерховий квартал з колоніальним балконом, який знаходиться в напівзруйнованому стані; Всередині казарми є приміщення, які раніше служили адміністративними офісами, вони відновлені для використання як класи та кабінети. На фасад виходять камера та офіси з великими вікнами в стилі колоніального відродження.
Найбільш використовуваними будівельними матеріалами є саман і камінь, кінча використовується у випадку другого поверху блоку. Також відзначається використання деревини як будівельного матеріалу через велику квадратну вежу та колоніальний балкон офіцерського корпусу. Деякі елементи зроблені зі шпунтованої деревини, на додаток до сходів, які з'єднуються з верхніми поверхами. Вікна будівлі захищені металевою конструкцією, як це було прийнято в неокласичний період.

## Історія

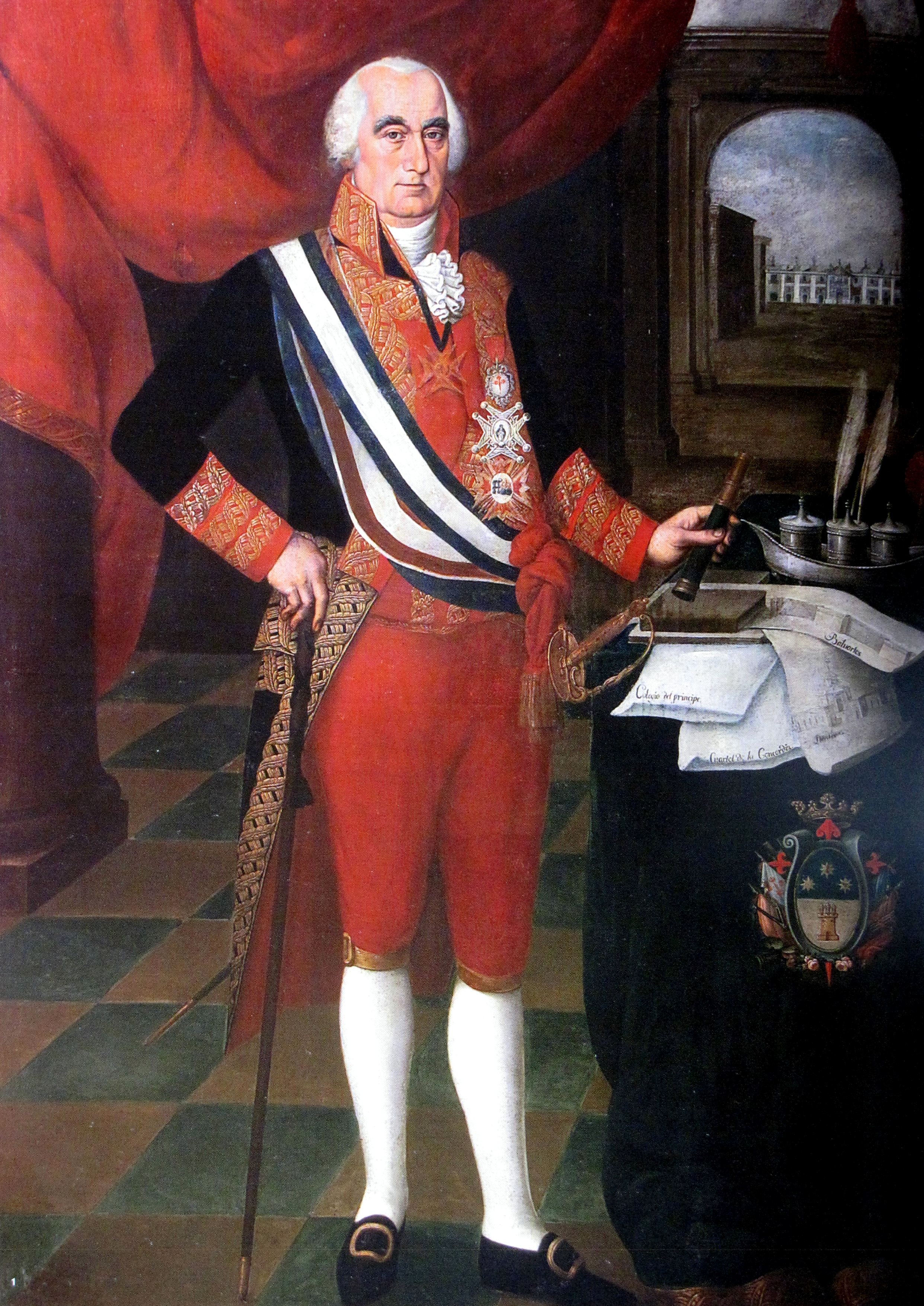
Портрет віце-короля Перу Хосе Фернандо де Абаскаля і Соузи, маркіза Ла Конкордії, який наказав побудувати артилерійські казарми Санта-Каталіна-де-Ліма

У 1698 році монастир Ла Консепсьйон передав у емфітевзис на 150 років землю  фруктового саду Хуану дель Агіла Ангуло, який вказав емфітевзис на користь Франсіско де Суньїги Сотомайора. Після смерті бенефіціара «емпітевзис» продається та передається Педро Трамарріа. Спадкоємці підписали договір про безстрокову оренду з полковником доном Хоакіном де ла Песуела, внутрішнім субінспектором і генеральним командувачем нового департаменту іспанської артилерії, який представляв уряд. Наявний проєкт будівництва казарми, призначеної для артилерійського корпусу (важке військове обладнання, гармати, міномети, гаубиці тощо), а також спеціалізованого персоналу для маестранзи (кавалерії) та виробництва пороху, став реальність у п’ятницю 22 серпня 1806 року, дата, коли робота була розпочата згідно з положенням тодішнього віце-короля Хосе Фернандо де Абаскаль-і-Суза, маркіза Ла Конкордія, який командував у період 1806-1816 рр.
Причиною створення  казарми було зміцнення безпеки столиці для протидії нападам англійців, які прагнули захопити іспанські колонії за багатства, якими вони володіли. 
Казарми були зайняті не лише артилерією королівської армії, але також піхотою та кавалерією королівської армії.
Форт Санта-Каталіна став найкращим іспанським бастіоном Південної Америки. Звідти зброя та війська були відправлені в інші губернаторства та віце-королівство Ріо-де-ла-Плата, щоб зупинити будь-яке революційне повстання проти іспанської корони.

### Республіка
Після  встановлення республіки постачання військових матеріалів здійснювалося через Головне командування артилерії. Перші два підрозділи продовжували діяти в казармах Санта-Каталіна до кінця 19 століття.
У форті Санта-Каталіна було збереженоґ пальто, яке маршал Перу Агустін Гамарра носив у битві при Інгаві 18 листопада 1841 року.
У 1845 році почалося будівництво Школи артилерії, яка була розташована в казармах, але з визначеними територіями. Це був попередник Військового коледжу.

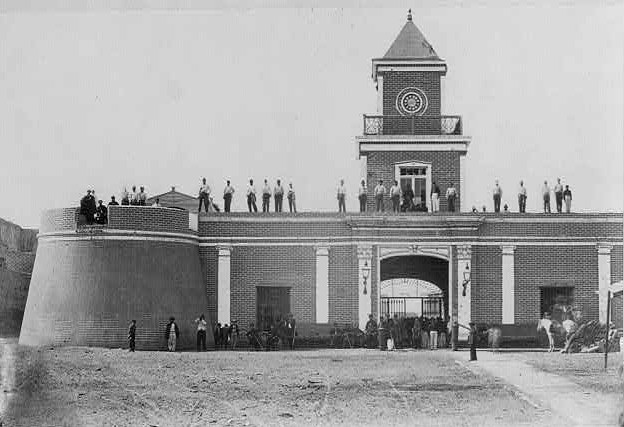
Форт Санта-Каталіна. Світлина першої половини 1870-х років.

Під час державного перевороту проти президента Хосе Бальта-і-Монтеро, який стався о другій годині дня 22 липня 1872 року, полковник армії Томас Гутьєррес вирішив переїхати 26 липня 1872 року до казарм Санта-Каталіна. з військами Урядового палацу та піхотного батальйону «Зепіта» № 3 свого брата, полковника армії Марселіано Гутьєрреса. Перед казармами Санта-Каталіна було споруджено кілька барикад. 
Під час Тихоокеанської війни в артилерійських казармах Санта-Каталіни були каньйони Джона Уайта, які були копією моделі Вавассера 71 з 55 мм, з деякими варіантами. У січні 1881 року чилійська армія  увійшла в казарми Санта-Каталіна, пограбувавши все військове майно.

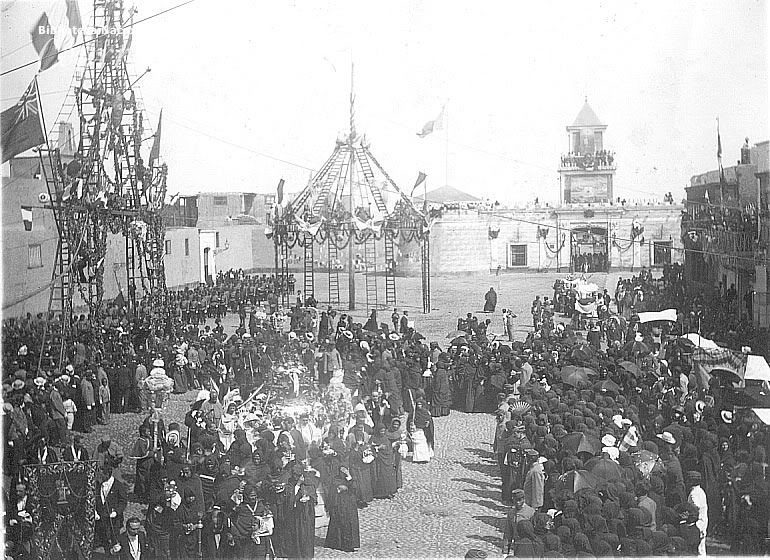
Парад призовників перуанської армії перед фортом Санта-Каталіна. Знімок другої половини 1890-х років.

У 1890-х роках форт Санта-Каталіна був базою бригади артилерії Гірської кампанії перуанської армії .
28 липня, у день національного ювілею Перу, у форті Санта-Каталіна вправлялися з артилерією, коли сонце щойно з’являлося на горизонті, сповіщаючи про настання дня, коли Верховний захисник генералісимуса Дона Хосе де Сан-Мартін проголосив незалежність Перу.

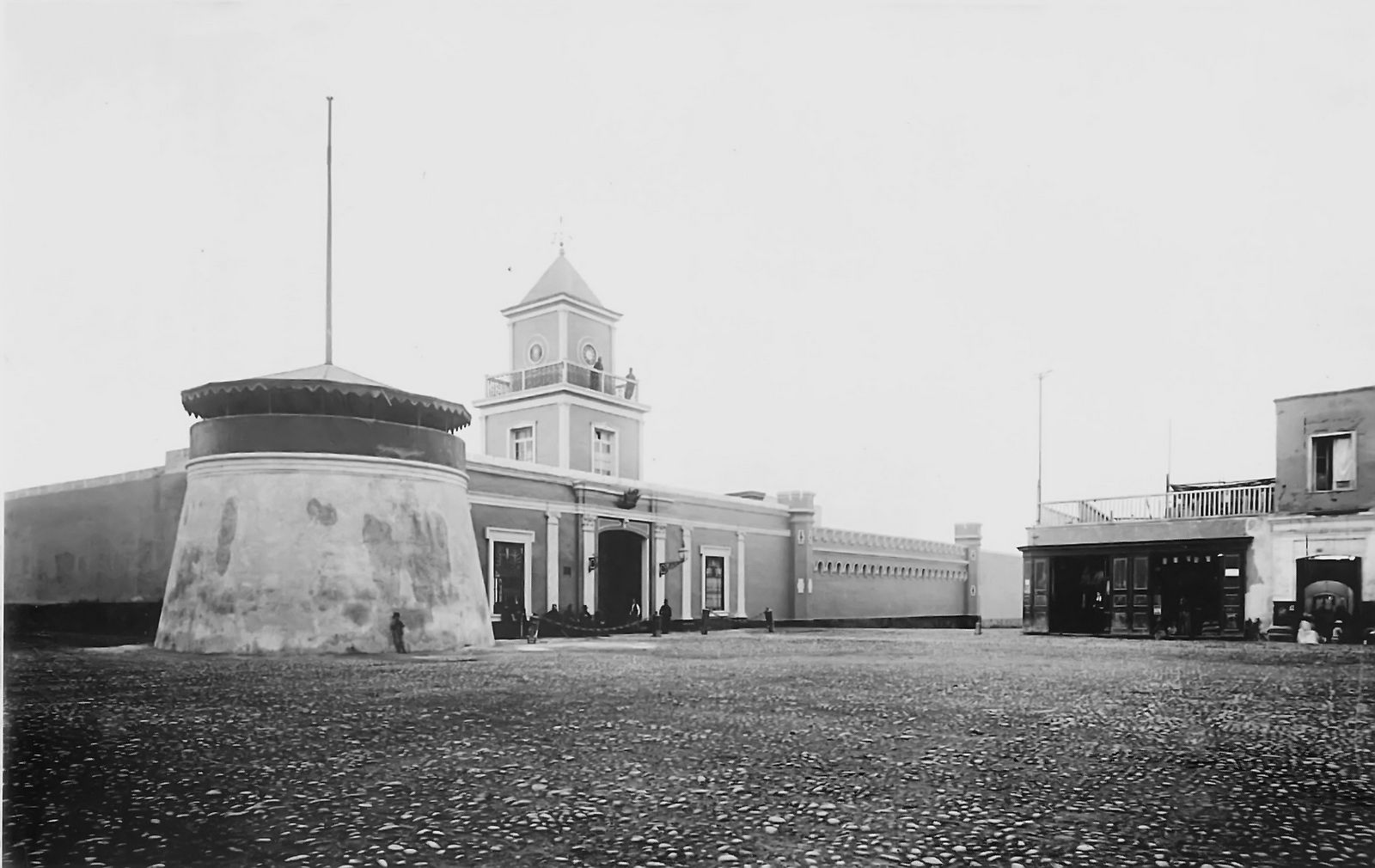
Форт Санта-Каталіна, колишні артилерійські казарми. 1902 рік.

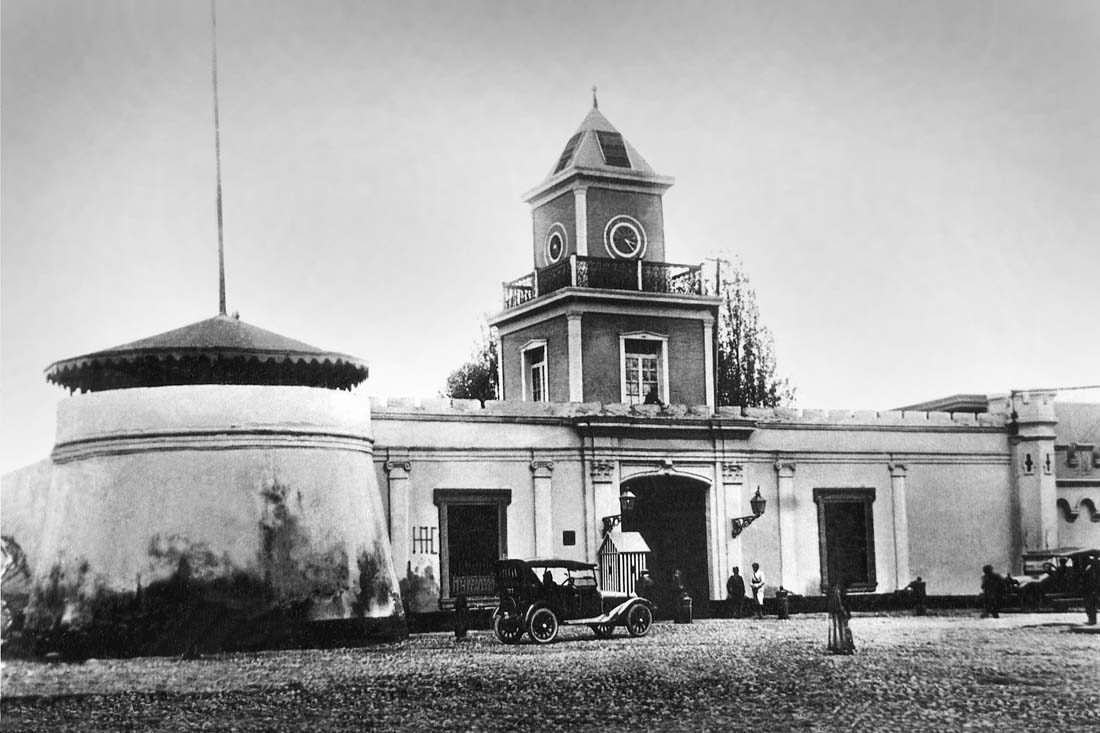
Фронт форту Санта-Каталіна, колишні артилерійські казарми та військова поліція. Фото другої половини 1890-х років.

На початку 20-го століття Парк і Маестранца перейшли до казарм Барбонес.
Були тут також народні заворушення, політичні вбивства, державний переворот і повстання армійських військ. 4 лютого 1914 року стався державний переворот проти президента Гільєрмо Біллінгхерста . Піхотний батальйон «Caquetá» № 9, який на той час дислокувався в казармах Санта-Каталіна, був одним із бойових підрозділів гарнізону Ліми під командуванням полковника Е. П. Оскара Раймундо Бенавідеса Ларреа, начальника Генерального штабу,  перуанської армії, який приєднався до військового повстання. У казармах Санта-Каталіна було вбито військового міністра і генерала флоту Е.П. Енріке Варела Відаурре, який у ніч на 3 лютого 1914 року пішов туди ночувати. У тому ж році (1914) президент республіки полковник Е. П. Оскар Р. Бенавідес наказав розформувати гірський артилерійський полк № 3, який  також мав свою штаб-квартиру в казармах Санта-Каталіна в Лімі. 
Був випадок звільнення солдатів піхотного полку № 5, дислокованого на той час у казармах Санта-Каталіна, 23 березня 1931 року. У той час казарми Санта-Каталіна були еквівалентом нинішньої 18-ї бронетанкової бригади перуанської армії .
Заколотники схопили своїх босів у їдальні, а потім вийшли на вулиці з танками, стріляючи з кулеметів і рушниць, залишивши гарнізон для оборони казарм. Вони об’їхали місто без певного плану, намагалися захопити Міністерство уряду та поліції, але отримали відсіч. Вони забрали вежі деяких церков і били в дзвони, викликаючи тривогу у населення. Зіткнувшись з репресивним ставленням решти армії, повстанці були змушені повернутися до казарм Санта-Каталіна, де їх взяли в облогу урядові війська. Для переговорів міністр уряду та поліції Франсіско Тамайо, військовий міністр командувач EP Густаво Хіменес і група офіцерів увійшли в казарми Санта-Каталіна і були прийняті сержантом Хуапайя, який носив офіційний офіцерський ремінь і офіцерську шпагу на поясі.  
Командир Хіменес відхилив список претензій, які висунули повстанці  і переніс меч Хуапайї. Бій відновився, а два літаки закидали гранатами двір казарми Санта-Каталіна. На цьому повстанці здалися. Серед загиблих і поранених було 40 постраждалих.
Верховною резолюцією № 2 - CM від 19 січня 1946 року казарма оголошена національною історико-мистецькою пам'яткою. Через роки ця резолюція була підтверджена Верховною резолюцією № 2900 від 28 грудня 1972 року.
У 1963 році будівлю було знесено , щоб полегшити будівництво продовження проспекту Ніколаса де П'єроли. Згодом південний сектор був наданий у власність Міністерству війни, а північно-західний сектор належав Міністерству освіти.
До кінця 1970-х років казарми були штабом Військової поліції перуанської армії (як історичне свідчення, на одній зі стін казарми все ще можна побачити Кодекс честі військової поліції, герб Перу та емблему цього військового корпусу, який складає два пістолети, розташованих у формі Бургундського хреста ).
У 1976 році у фортеці Санта-Каталіна, коли військова будівля була казармою батальйону військової поліції, був ув’язнений за вироком військової юстиції капітан артилерії (справа) EP Володимиро Монтесінос, колишній радник з розвідки колишнього президента. Альберто Фухіморі. 
Одна з його частин (південний сектор) була знесена під час другого уряду архітектора Фернандо Белаунде Террі (1980 - 1985), щоб звичайна пенітенціарна установа закритого режиму для первинних ув'язнених "Сан-Хорхе" була побудована зусиллями міністрів юстиції д-р Феліпе Остерлінг (1980-1981) і д-р Енріке Еліас Лароза (1981-1982).  

## Нинішня ситуація
В аний час будівля належить Національному інституту культури. Вона становить лише одну п'яту початкової будівлі, включаючи фронтис. Також є каплиця Санта-Барбара.
Після археологічних робіт будівлю було відреставровано Школою реставрації. Ця школа опікується комплексною реставрацією вищезгаданої пам’ятки.